# Asplenium faurei
Asplenium faurei là một loài dương xỉ trong họ Aspleniaceae. Loài này được Christ mô tả khoa học đầu tiên năm 1899.
Danh pháp khoa học của loài này chưa được làm sáng tỏ. 